# Pandanus odorifer
Pandanus odorifer là một loài thực vật có hoa trong họ Dứa dại. Loài này được (Forssk.) Kuntze miêu tả khoa học đầu tiên năm 1891.